# Curlu
Curlu – miejscowość i gmina we Francji, w regionie Hauts-de-France, w departamencie Somma.
Według danych na rok 2011 gminę zamieszkiwało 148 osób, a gęstość zaludnienia wynosiła 24 osoby/km² (wśród 2293 gmin Pikardii Curlu plasuje się na 880. miejscu pod względem liczby ludności, natomiast pod względem powierzchni na miejscu 798.).